# Schlacht von Pwll Melyn
Die Schlacht von Pwll Melyn war eine Schlacht zwischen einer walisischen und einer englischen Armee während der Rebellion von Owain Glyndŵr. Sie endete mit einer schweren walisischen Niederlage. 
Nach der walisischen Niederlage in der Schlacht bei Grosmont im März 1405 griff vermutlich im Mai 1405 Gruffydd, der älteste Sohn von Owain Glyndŵr, mit einer walisischen Armee Usk Castle an. Die unerwartet starke Garnison der Burg unter Führung von Lord Richard Grey of Codnor, John Oldcastle und des walisischen Adligen Dafydd Gam trieb die Angreifer bei einem Ausfall zurück. Noch bevor die Waliser ihre Armee in Schlachtordnung bringen konnten, kam es nördlich der Burg am Pwll Melyn (walisisch für Gelber Teich) zu einer Schlacht, in der die Waliser eine vernichtende Niederlage erlitten. Die walisische Armee wurde aufgerieben und von den verfolgenden Engländern in den Wald von Monkswood getrieben.
Owain Glyndŵrs Bruder Tudur fiel in der Schlacht, während sein Sohn Gruffydd und sein Schwager John Hanmer gefangen genommen wurden. Gruffydd wurde in den Tower of London gebracht, wo er bis zu seinem Tod 1411 in Gefangenschaft blieb. Nach der Schlacht sollen 300 gefangene Waliser vor den Mauern der Burg hingerichtet worden sein.
Das ehemalige Schlachtfeld ist heute mit Wohnhäusern überbaut. Zum 600. Jahrestag der Schlacht 2005 stellte die Usk Civic Society einen Gedenkstein auf dem Schlachtfeld auf.